# Ländchen Bärwalde
Das Ländchen Bärwalde, auch Herrschaft Wiepersdorf oder Herrschaft Bärwalde-Wiepersdorf, selten auch bärwaldisches Ländchen oder Bärwalder Ländchen war bis 1815 eine kurfürstlich-brandenburgische Exklave und Adelsherrschaft in dem damals überwiegend zum Kurfürstentum Sachsen (ab 1806 Königreich Sachsen) gehörenden südlichen Fläming. Es umfasste sieben Ortschaften und gehörte bis 1816 zum Zaucheschen Kreis, und ab dem 1. Januar 1817 zum damals neugebildeten Kreis Jüterbog-Luckenwalde. Die sieben Orte gehören heute zur Gemeinde Niederer Fläming (Landkreis Teltow-Fläming, Brandenburg). Das Ländchen Bärwalde ist nicht zu verwechseln mit dem Land Bärwalde in der ehemaligen Neumark (heute polnische Woiwodschaft Westpommern).

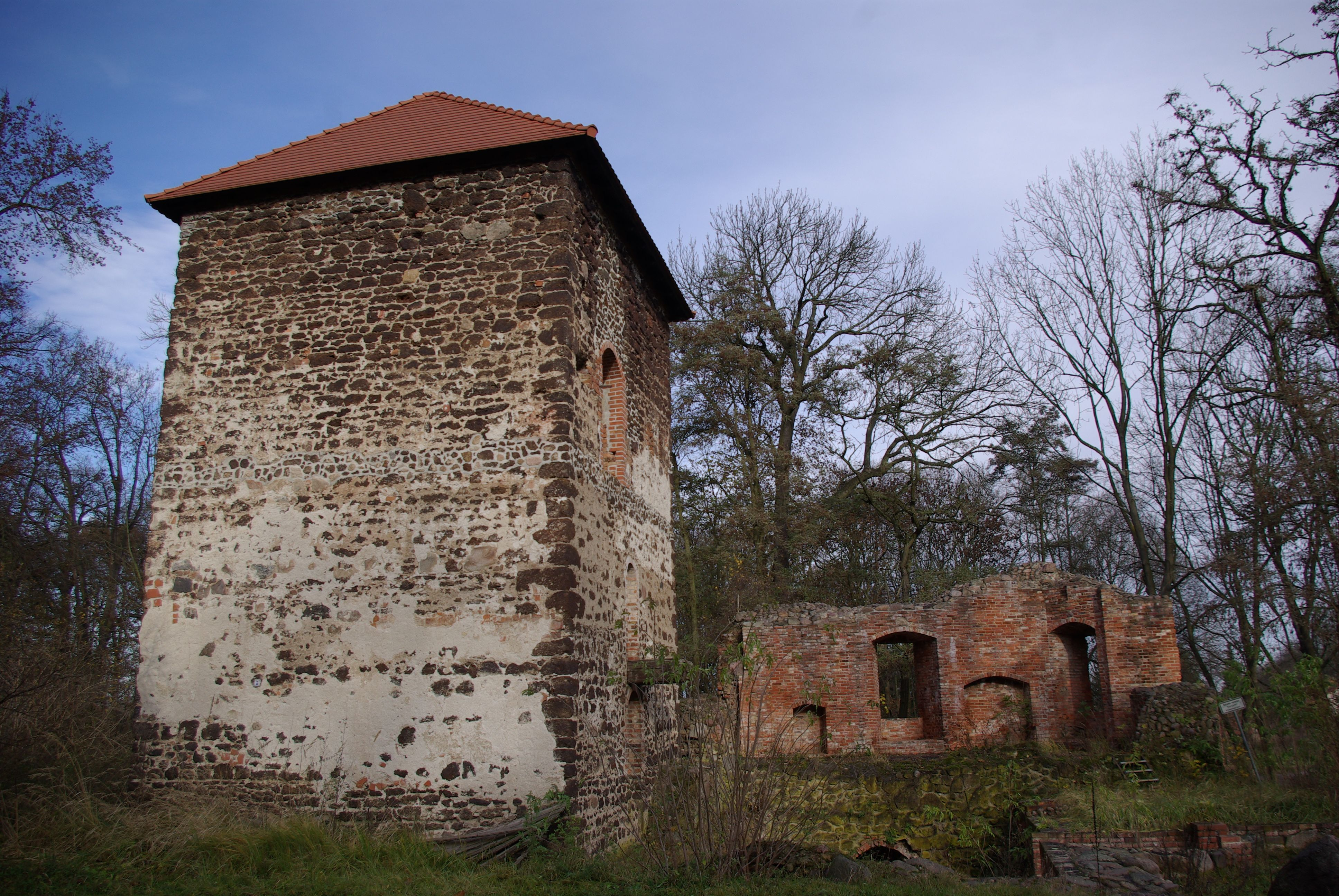
Burgruine Bärwalde

## Geographische Lage
Das Ländchen Bärwalde grenzte (vor 1815) im Nordwesten an das Amt Jüterbog, im Norden an das Amt Seyda (mit der Exklave Niederseefeld), im Nordosten an das Amt Dahme, im Osten an das Amt Schlieben und im Süden und Westen an das Amt Schweinitz. Naturräumlich bildete der Fläming, ein eiszeitlich gebildeter Höhenzug im Norden die Grenze. Im Süden schloss die Region mit der sumpfigen Niederung des Schweinitzer Fließes ab.

## Umfang der Herrschaft
Die folgenden Orte gehörten zum Ländchen Bärwalde:

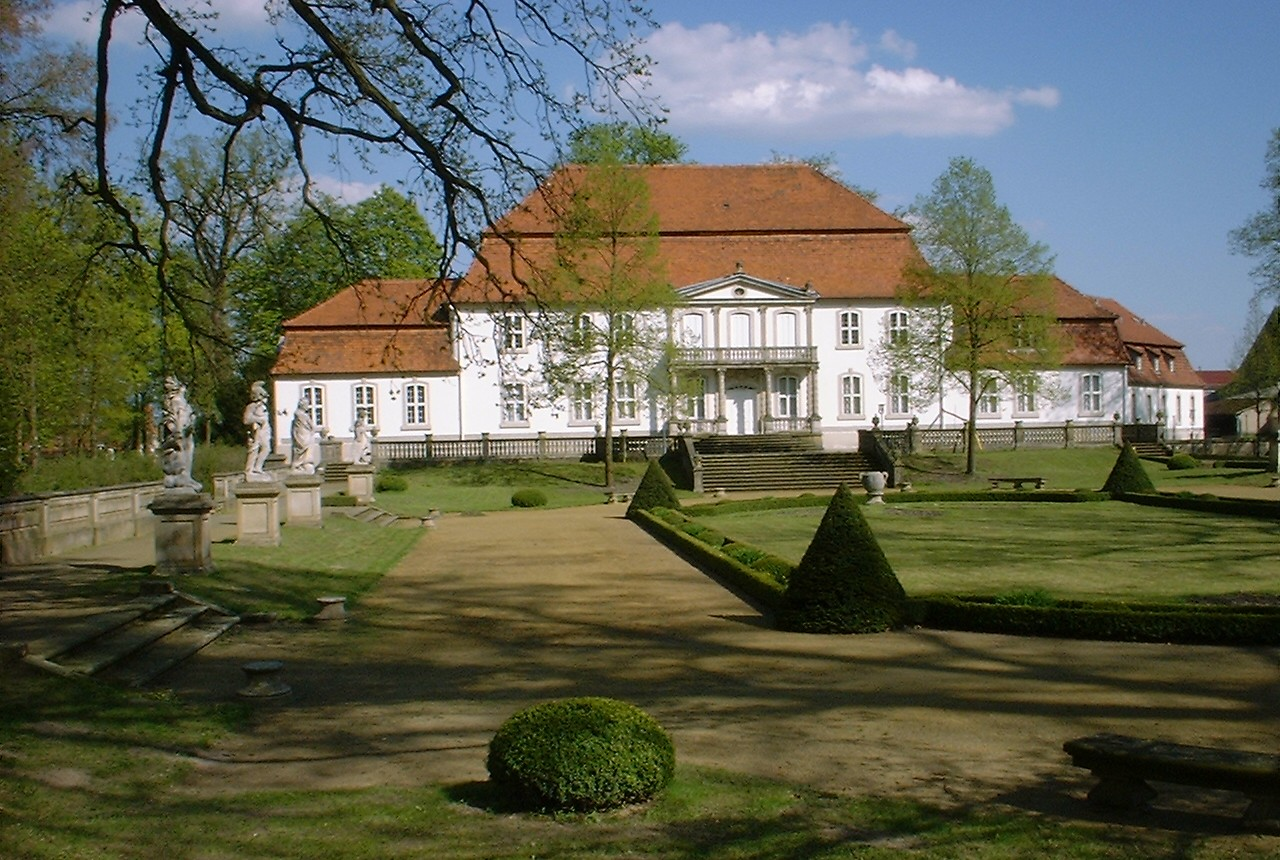
Schloss Wiepersdorf

- Bärwalde mit Rittergut
- Herbersdorf mit Rittergut
- Kossin
- Meinsdorf mit Rittergut
- Rinow
- Weißen mit Vorwerk und
- Wiepersdorf mit Rittergut.

Alle Orte gehören im 21. Jahrhundert zur Gemeinde Niederer Fläming (südlicher Teil des Landkreises Teltow-Fläming).

## Geschichte

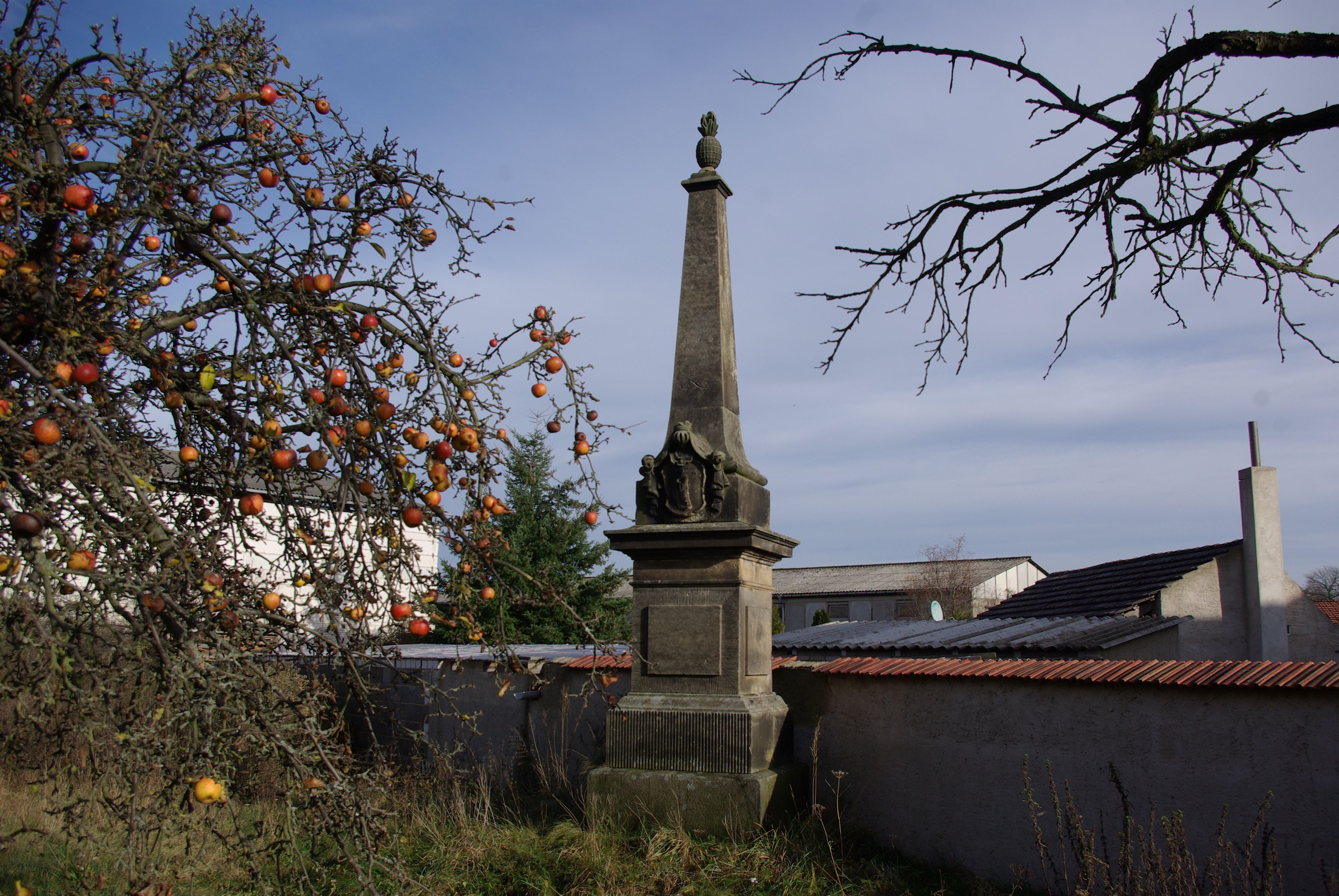
Die Einsiedel-Säule zum Gedenken an den Landerwerb von Gottfried Emanuel von Einsiedel

Die geschichtliche Überlieferung der kleinen Herrschaft setzt erst spät ein. Die Lehenshoheit über das Ländchen Bärwalde lag bis 1367 beim brandenburgischen Kurfürsten. 1367/1370 wurde es an die böhmischen Kronlande angeschlossen und gehörte bis 1411 zum Königreich Böhmen. Von 1399 bis nach 1401 war es im Pfandbesitz des Markgrafen Wilhelm I. von Meißen. Aus den Jahren 1388/89 sind auch Ansprüche des Kurfürsten von Sachsen-Wittenberg (Rudolf III.) und des Erzbischofs von Magdeburg (Albrecht IV. von Querfurt) bekannt, die aber wohl nicht durchgesetzt werden konnten. Von 1411 bis 1451 gehörte es (pfandweise?) zum Herzogtum Schlesien-Glogau. Danach fiel es zunächst pfandweise, ab 1462 endgültig an das Kurfürstentum Brandenburg. Es blieb aber bis 1742 unter böhmischer Oberlehensherrschaft. Die kleine Herrschaft war von vor 1342 bis nach 1366 im Lehensbesitz der Familie von Slautitz. Um 1389 ist die Familie von Rehfelde nachgewiesen. 1396 gehörte sie den von Schlieben, dann von 1435 bis nach 1447 der Familie von Leipziger. 1448 bis nach 1449 sind die von Rauchhaupt nachgewiesen, 1451 bis nach 1452 die von Waldenfels. Bereits vor 1457 wurde es wieder von der Familie von Leipziger erworben, die es bis 1666 in Alleinherrschaft innehatte. 1461 saß Caspar von Leiptzk auf Bärwalde, der in diesem Jahr als Zeuge in einer Urkunde des Markgrafen Friedrich II. von Brandenburg fungiert. 1611 war Ernst von Leipziger Herr auf Bärwalde und Wildenau, Assessor des Hofgerichtes zu Wittenberg. 1666 wurde die Herrschaft geteilt. Ein Teil fiel an die von Stutterheim, der andere Teil blieb bei der Familie von Leipzig (Leipziger), zuletzt vertreten unter anderem durch George Christoph von Leipzig, verheiratet mit Christine von Loeben. Der eigentliche Erbe ging dann nach Schweden.  Bis 1734 waren zwei weitere Anteile durch Abspaltung entstanden.

## Die Herrschaft Bärwalde-Wiepersdorf
Am 17. Juni 1734 kaufte Gottfried Emanuel von Einsiedel, königlich preußischer Generalleutnant von Marie Sophie, geborene und verwitwete von der Hagen und im Namen ihrer Kinder Arnd Christoph Friedrich und Heinrich Ludwig von der Hagen und mit Einwilligung des Vormundes der Kinder Lieutenant Wieprecht Gottfried von der Hagen das Rittergut Wiepersdorf nebst Zubehör für 26.000 Taler. Am 18. Juni 1734 erwarb derselbe von Hans Friedrich von Leipziger die Rittergüter in Bärwalde, Meinsdorf, Weißen und Kossin, samt Pertinenzien im Ländchen Bärwalde und Zugehörde mit Ober- und Untergericht, Jus Patronatus, hohen, mittleren und niederen Jagden für 20.000 Taler. Am selben Tag erwarb er von Christiane Magdalena geb. von Sacken, der Frau des Königlich-Polnischen Hauptmann Johann Christoph von Leipziger mit Einverständnis ihres durch Krieg abwesenden Mannes deren Anteil in Bärwalde und Meinsdorf samt Zugehörde für 10.500 Taler. Und schließlich erwarb er in diesem Jahr von Hans Georg von Stutterheim dessen Anteil am Rittergut Bärwalde mit Herbersdorf (außer einigen Lehnbauern), so wie mit Pertinenzien in Weißen, Kossin und Rinow für 22.000 Taler. Damit war die kleine Herrschaft wieder vereinigt. Gottfried Emanuel von Einsiedel hatte seinen Wohnsitz in Wiepersdorf. Er ließ das Herrenhaus der Familie von Leipziger in Wiepersdorf ausbauen, halb massiv, halb aus Holz. 1736 wurden zwei schrägstehende, nicht mit dem Haupthaus verbundene Seitenhäuser errichtet.
Nach seinem Tod im Jahre 1745 kam das Ländchen Bärwalde bis 1780 in den Besitz seiner Tochter Sophia Dorothea, die in erster Ehe mit Karl Wilhelm von Jeetze verheiratet war. Sie heiratete in zweiter Ehe einen Freiherrn von Grotthaus; diese Ehe scheiterte jedoch und wurde 1778 geschieden. Im Jahre 1780 verkaufte sie das Ländchen Bärwalde für 98.000 Taler an den Königlich-Preußischen Kammerherr Joachim Erdmann von Arnim, verheiratet mit Amalie Caroline geb. Labes. Seine Schwiegermutter, Caroline Marie Elisabeth von Labes lieh ihm das Geld für den Kauf. Die Herrschaft, nun vor allem Herrschaft Wiepersdorf genannt blieb bis 1872 im Besitz der Familie von Arnim. Joachim Erdmann von Arnim stammte dem uckermärkischen Familienzweig Blankensee ab. Joachim Erdmann hielt sich aber nur selten in Wiepersdorf auf und vernachlässigte auch die Bausubstanz. Vielmehr wurde unter seiner Leitung die Burg in Bärwalde zu einem herrschaftlichen Wohnsitz ausgebaut. Später verpachtete er die Güter. Er starb 1804 und hinterließ zwei Söhne, Karl Otto Ludwig und Karl Joachim Friedrich Ludwig (den späteren Dichter Achim von Arnim). Seine Frau Amalie Caroline, geb. von Labes war bereits 1781 bei der Geburt des 2. Sohnes gestorben. Das Gut ging an Karl Joachim Friedrich Ludwig, den späteren Dichter Achim von Arnim. Er heiratete 1811 Bettina Brentano: das Paar zog 1814 nach Wiepersdorf. 1817 zog Bettina mit ihren Kindern nach Berlin, während Achim in Wiepersdorf blieb. 1831 starb er kurz vor seinem 50. Geburtstag in Wiepersdorf. Die Herrschaft Wiepersdorf fiel nun an seinen älteren Bruder Karl Otto Ludwig von Arnim, der es verpachtete. 1844/5 kaufte Freimund von Arnim (1812–1863), der älteste Sohn von Achim von Arnim und der Bettina, Wiepersdorf.  1876, nach dem Tod von Freimunds zweiter Ehefrau Claudine von Arnim (geb. Brentano, verwitwete Firnhaber von Eberstein), kam die Herrschaft in den Besitz des Achim von Arnim-Bärwalde, Freimunds Sohn aus seiner ersten Ehe mit Anna von Baumbach. Dieser blieb kinderlos und nach seinem Tod 1891 ging die Herrschaft an seinen Cousin Annois Wilm von Arnim über. Annois Wilm starb 1928 bei einem Unfall, worauf dessen Bruder Ottmar von Arnim Wiepersdorf übernahm. Letzter Gutsbesitzer auf Wiepersdorf war Friedmund von Arnim (1897–1946), verheiratet mit Clara, geborene von Hagens. 1945 wurden sie enteignet und 1947 ausgewiesen. 1945 wurde das Schloss Wiepersdorf zunächst sowjetische Kommandantur, 1947 Arbeits- und Erholungsstätte für Schriftsteller und Künstler. 1965 wurde es das „Bettina-von-Arnim-Heim. Arbeits- und Erholungsheim für Kulturschaffende.“

## Die Burg Bärwalde
Die Burg Bärwalde wurde 1375 erstmals als „Feste“ bezeichnet. Wann sie und wer sie unter welcher Oberherrschaft erbaut hatte, ist nicht bekannt. Aus archäologischen Untersuchungen ist jedoch bekannt, dass im Untergrund Reste einer slawischen Siedlung aus dem 10./11. Jahrhundert liegen. Die urkundlich ersten Besitzer, die von Slautitz waren Lehensleute der brandenburgischen Markgrafen. Von der Lage zwischen dem Lande Jüterbog und dem Land Dahme kämen auch die Erzbischöfe von Magdeburg in Frage. Direkt westlich und südlich schloss sich die niederlausitzische Pflege Schweinitz an, die wohl ursprünglich ein wettinisches Pertinenzstück war. Zumindest Teile kamen bereits Ende des 12. Jahrhunderts an das Neuwerkkloster in Halle. Später sind die Erzbischöfe von Magdeburg Herren dieses Landstriches. Erzbischof Dietrich Kagelwit überließ 1362 Schweinitz dem sächsischen Kurfürsten Rudolph II. von Sachsen-Wittenberg.
Die Burg war eine zweiteilige Anlage, die auf zwei nebeneinander liegenden langrechteckigen Erdhügeln von 120 m × 60 m bzw. 120 m × 45 m erbaut wurde. Die gesamte Anlage war von Wassergräben umgeben. Im späten 17. Jahrhundert wurde die Burg von denen von Leipziger zu einem Schloss umgebaut. Dieses Gebäude war bis mindestens Anfang des 19. Jahrhunderts bewohnbar. Ab 1948 wurde das Schloss als Steinbruch benutzt. Die Ziegelgebäude wurden abgetragen und zum Bau von Häusern für Neusiedlern in Bärwalde verwendet. Dabei kam ein quadratischer, mittelalterlicher Turm aus Raseneisenstein zum Vorschein, der beim Umbau im 17. Jahrhundert in die neuen Gebäude integriert wurde. Das Baumaterial Raseneisenstein war für den Häuserbau der Nachkriegszeit nicht nutzbar und so blieb der Turm stehen. Weitere stehen gebliebene Reste sind Kellergewölbe und aufgehendes Mauerwerk. Diese wurden 1999 gesichert, und der Turm mit einem Dach versehen.
| Ort                 | 1756 | 1772 | 1791 | 1801 | 1817 | 1837 | 1858 | 1871 | 1885 | 1895 | 1905 | 1925 | 1939 |
| ------------------- | ---- | ---- | ---- | ---- | ---- | ---- | ---- | ---- | ---- | ---- | ---- | ---- | ---- |
| Bärwalde            | 97   | 121  | 127  | 138  | 150  | 152  | 148  | 157  | 162  | 136  | 128  | 129  | 123  |
| Herbersdorf         | 97   | 112  | 120  | 163  | 142  | 166  | 208  | 196  | 169  | 163  | 181  | 161  | 148  |
| Kossin              | 98   | 76   | 102  | 105  | 95   | 113  | 122  | 104  | 130  | 102  | 95   | 95   | 80   |
| Meinsdorf           | 179  | 171  | 226  | 249  | 268  | 325  | 373  | 392  | 361  | 317  | 288  | 269  | 262  |
| Rinow               | 92   | 88   | 110  | 114  | 121  | 125  | 138  | 133  | 145  | 142  | 138  | 130  | 123  |
| Weißen              | 69   | 85   | 88   | 104  | 112  | 140  | 165  | 120  | 146  | 133  | 119  | 102  | 124  |
| Wiepersdorf         | 134  | 149  | 146  | 212  | 194  | 227  | 245  | 246  | 251  | 242  | 222  | 208  | 201  |
| Gesamteinwohnerzahl | 766  | 802  | 919  | 1085 | 1082 | 1248 | 1399 | 1348 | 1364 | 1235 | 1171 | 1094 | 1061 |

## Politische Zugehörigkeit
Das Ländchen Bärwalde war 1462 endgültig an das Kurfürstentum Brandenburg gefallen, blieb aber bis 1742 ein böhmisches Lehen. Mit der beginnenden Kreisverwaltung in der Mark Brandenburg kam das Ländchen Bärwalde als Exklave zum Zauchischen Kreis. In der Kreisreform nach den Napoleonischen Kriegen und der Abtretung großer ehemals sächsischer Gebiete an Preußen wurde das Ländchen Bärwalde an den neuen Jüterbogisch-Luckenwaldischen Kreis angegliedert. In der Kreisreform von 1952 wurde dieser Kreis aufgelöst und das Kreisgebiet auf vier neue Kreise, die Kreise Luckenwalde, Jüterbog, Luckau und Zossen verteilt. Das Ländchen Bärwalde kam dabei zum Kreis Jüterbog. Nach der Wende 1990 wurde der Kreis zunächst in Landkreis Jüterbog umbenannt und 1993 zusammen mit den Kreisen Luckenwalde und Zossen zum Landkreis Teltow-Fläming vereinigt. Nach dem Ende der Patrimonialgerichtsbarkeit 1849 wurden die sieben Orte des Ländchens Bärwalde selbständige Gemeinden. Die Gutsbezirke blieben zunächst noch erhalten. Erst 1929 wurden sie mit den Gemeinden vereinigt. 1959 wurde Kossin als Ortsteil nach Wiepersdorf eingemeindet. 1962 wurden Rinow und Weißen nach Meinsdorf eingemeindet und waren seitdem Ortsteile von Meinsdorf. 1979 wurde Bärwalde als Ortsteil nach Meinsdorf eingemeindet.
1992 schlossen sich 12 Gemeinden zu einer Verwaltungsgemeinschaft, dem Amt Niederer Fläming zusammen. Die drei noch auf dem Territorium des Ländchens Bärwalde verbliebenen Gemeinden Herbersdorf, Meinsdorf und Wiepersdorf wurden per Ministerbeschluss dem Amt Niederer Fläming zugeordnet. 1997 schlossen sich 14 Gemeinden des Amtes Niederer Fläming zur Gemeinde Niederer Fläming zusammen, darunter auch Meinsdorf und Wiepersdorf. 2003 wurde Herbersdorf per Gesetz in die Gemeinde Niederer Fläming eingegliedert und das Amt Niederer Fläming aufgelöst. Das Territorium des ehemaligen Ländchens Bärwalde gehört nun vollständig zur Gemeinde Niederer Fläming. Alle sieben Orte des ehemaligen Ländchens Bärwalde sind seitdem Ortsteile der Gemeinde Niederer Fläming.